# Rust (film)
Rust è un film del 2024 scritto e diretto da Joel Souza.

## Trama
Kansas, anni 1880. Il fuorilegge Harland Rust è costretto a uscire allo scoperto per poter salvare il nipote Lucas.

## Produzione

### Sviluppo
Nel maggio 2020 fu annunciato da Alec Baldwin avrebbe prodotto Rust, un film western, insieme Joel Souza come co-regista. Nell'ottobre 2021 figuravano tra gli attori protagonisti Travis Fimmel, Brady Noon, Frances Fisher e, in seguito, Jensen Ackles .  

### Riprese
Le riprese principali del film sono iniziate nel Nuovo Messico nell'ottobre 2021. La produzione è stata in seguito interrotta a causa della morte della direttrice della fotografia Halyna Hutchins e del ferimento del regista Joel Souza, causati da un incidente con un'arma da fuoco maneggiata da Baldwin. Le riprese sono state completate due anni dopo, nel Montana, nel maggio 2023.

## Promozione
Il primo trailer è stato pubblicato il 26 marzo 2025.

## Distribuzione
Il film è stato presentato in anteprima mondiale al Camerimage il 20 novembre 2024. La distribuzione nelle sale statunitensi è prevista per il 2 maggio 2025.